# IZM
IZM (кор. 이즘, Ijeum) — южнокорейский интернет-журнал, в котором публикуются обзоры, статьи о поп-музыке и интервью с исполнителями. Основан в августе 2001 года музыкальным критиком Им Джинмо. Главным редактором является музыкальный критик Чан Джунхван.